# 上海高分子材料研究开发中心
上海高分子材料研究开发中心是由上海市科委出资并组织复旦大学、上海交大、同济大学、东华大学、华东理工大学、中科院上海有机所、上海材料所五校二所共同组建，旨在集中上海新型高分子材料研发优势，凸显学科交叉优势、技术整合优势，以快速实现新技术产品的产业化。研发中心的主要研发方向包括通用高分子材料的高性能化、新型建筑材料、环保型高分子材料、生物医用高分子材料等领域，现已取得一批重大技术成果并已实施产业化。该所已申请和授权的粉体专利有：凹凸棒土的分级提纯技术及应用等。